# Jugarem a estimar-nos
«Jugarem a estimar-nos» (en español: Jugaremos a amarnos) fue la canción con la que debutó Andorra en el Festival de la Canción de Eurovisión, siendo interpretada en la semifinal de Eurovisión 2004. La canción está en catalán, siendo la primera vez que este idioma fue interpretado en el escenario del festival.
La canción fue interpretada por Marta Roure, quien se presentó en sexta posición (siguiente a David D'Or de Israel con "Leha'amin" y antes de Sofia Vitória de Portugal con "Foi magia"). Al cierre de la votación, la canción recibió solo los 12 puntos concedidos por el televoto español, lo cual la ubicó en 18º lugar y significó que no se clasificara para la final. 
La canción es cantada desde el punto de vista de una mujer, sugiriendo una aventura de una noche a un hombre. Le dice que ya sabe que no se aman, ni se amarán después de ello, pero que no le importa.
El año siguiente, la canción que representó a Andorra en el Festival fue La mirada interior, por Marian van de Wal.
| Predecesor: Primera aparición | Andorra en el Festival de Eurovisión 2005 | Sucesor: "La mirada interior" Marian van de Wal |

- Datos: Q4810375